# Carcassi
Carcassi ist der Familienname mehrerer Musikinstrumentenbauer in Florenz während des 18. Jahrhunderts. Die bekanntesten unter ihnen sind Lorenzo und Tomaso Carcassi. Die verschiedenen Instrumentenbauer sind vor allem mittels der Etiketten bekannt, welche auf die von ihnen gebauten Musikinstrumente geklebt wurden. Die verwandtschaftlichen Filiationen der einzelnen Personen untereinander ist unbekannt. Vermutlich gehörte auch der aus Florenz stammende Gitarrist und Komponist Matteo Carcassi (1796–1853) zu dieser Familie.

## Mitglieder der Familie Carcassi

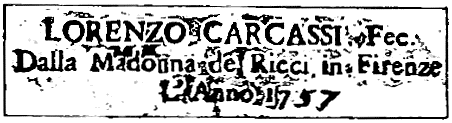
Etikette von Lorenzo Carcassi

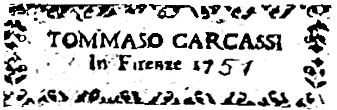
Etikette von Tommaso Carcassi

- Giovanni Carcassi (um 1685–1688): Er baute Spinetts und Cembalos, von denen eines heute im Museum von Stockholm steht, welches auf das Jahr 1688 datiert ist.
- Matteo Carcassi: Im italienischen Werk „Cenni storici della vita del Serenissimo Ferdinando dei Medici Granduca di Toscana e della origine del pianoforte“ wird für das Jahr 1709 der Gitarrenbauer (chitarraio) Matteo Carcassi, Sohn von Giovanni Andrea Carcassi genannt.[2]
- Francesco Carcassi (ca. 1735–1740): Von ihm sind Geigen erhalten.
- Lorenzo Carcassi (ca. 1737–1775): Er ist der bekannteste Instrumentenbauer. Von ihm stammen hochwertige Geigen, die heute unter Sammlern teurer gehandelt werden. Sein Wohnort bzw. Geschäft war in den früheren Jahren bei der Kirche Madonna dei Ricci und später im Borgo San Fridiano. Von ihm sind vor allem verschiedene Arten Geigen erhalten, aber auch Gitarren und Harfen erhalten. Er und sein Bruder Tomaso waren offensichtlich Schüler von Giovanni Baptista Gabrielli.
- Tomaso Carcassi (ca. 1747–1786): Er war der jüngere Bruder von Lorenzo. Die jüngsten von ihm erhaltenen Instrumente datieren ins Jahr 1786. Beide Brüder arbeiteten teils zusammen, teils für sich alleine.
- Antonio Felice Carcassi (ca. 1770–1773): Nur schlecht bezeugter Instrumentenbauer.
- Giovanni Carcassi (um 1710–1810): Ebenfalls schlecht bezeugter Instrumentenbauer.
- Salvatore Carcassi (um 1802): Salvatore wirkte in Neapel, von ihm sind vor allem Gitarren bekannt.
- Vincenco Carcassi (um 1815): Er arbeitete an der Piazza San Michele in Florenz und wirkte teilweise zusammen mit Salvatore.